# Lauren Brooke
Lauren Brooke is een pseudoniem gebruikt door co-auteurs Linda Anne Chapman (Liverpool, 15 januari 1969) en Beth Chambers, die de kinderboekenserie Paardenranch Heartland hebben geschreven. Chambers schreef onder dit pseudoniem vervolgens de boekenserie Chestnut Hill, waaraan ook Cathy Hapka meewerkte.
In 2007 werd Heartland bewerkt tot een televisieserie die voor het eerst werd uitgezonden op CBC Television in Canada.

### Boekenseries
- Paardenranch Heartland
- Chestnut Hill

- Bibliothèque nationale de France: cb13631033f (data)
- Gemeinsame Normdatei: 123562872
- International Standard Name Identifier: 0000 0003 8468 9433
- Library of Congress Control Number: no96025705
- Nationale Bibliotheek van Tsjechië: jn20010309742
- Nationale Bibliotheek van Israël: 987007421897505171
- Nederlandse Thesaurus van Auteursnamen: 18358113X
- Système universitaire de documentation: 057520488
- Virtual International Authority File: 277248492
- WorldCat: E39PBJwmYhwgt4FtqPd3TPfrMP